# Conrad Humphreys
 (décembre 2020).
Si vous disposez d'ouvrages ou d'articles de référence ou si vous connaissez des sites web de qualité traitant du thème abordé ici, merci de compléter l'article en donnant les références utiles à sa vérifiabilité et en les liant à la section « Notes et références ».
Conrad David Humphreys, né le 13 février 1973 à Exeter, Devon est un navigateur professionnel britannique, un aventurier et un conférencier.
Il a participé à trois courses autour du monde, deux avec équipage complet Whitbread Round the World Race 1993–94 et BT Global Challenge 2000–2001 et une en solitaire le Vendée Globe 2004-2005. 

## Biographie
Conrad est né à Exeter, Devon le 13 février 1973, Il est le plus jeune de quatre frères et sœurs. En grandissant à Exmouth, il aime le sport et joua au rugby en compétition pour l'Exmouth Rugby Club et pour le comté de Devon à l'école, mais c'est  l'attrait de la mer qui est sa véritable ambition. En tant qu'adhérent du Club de Voile d'Exmouth, il a concouru dans deux championnats du monde en cadet, puis gagne les Mondiaux Juniors en Hollande 1989 et termine 6e aux championnats du monde Cadet 1990 en Pologne. C'est à ce moment-là qu'il est invité à rejoindre une équipe de jeunes se préparant pour le Fastnet en 1991, remportant le classement général du Fastnet le propulsant dans le monde de la course au large. Conrad  remporte la course du Fastnet pour la deuxième fois en 1997 avec Ross Field à bord de l'Ericsson 80 Banque Internationale Luxembourg)
Conrad fréquente ensuite le Collège d'Exeter pour devenir journaliste, mais lae Whitbread en 1993–94 l'éloigne de ses études pour courir autour du monde à l'âge de 19 ans. Il retourne à l'Université de Plymouth où il obtient en 1997 un BSC en sciences océaniques et en météorologie. Il reçoit plus tard un Master honorifique en sciences de l'Université de Plymouth en 2005.

## Vie privée
Conrad Humphreys a épousé Vikki Cheung en 2002 et ils ont deux enfants, Katelyn et Isabel. Ils vivent à Brixham dans le Devon.

## Palmarès
- 1993 -1994 :
  - 11e de la Whitbread Round the World Race 1993–94 sur Reebok/Dolphin Youth en 137 j 21 h
- 2000 -2001 :
  - 1er au BT Global Challenge 2000–2001 sur 	LG Flatron en 171 j 13 h 33 min 49 s
- 2002 :
  - Abandon dans la Route du Rhum sur Hellomoto un monocoque de Classe 3
- 2003 :
  - 1er dans la Transat Jacques-Vabre en classe monocoques 50 pieds avec Paul Larsen
- 2004 :
  - participation à la Transat AG2R
  - 7e au Vendée Globe 2004-2005 sur Hellomoto
- 2005 :
  - Extreme Sailing Series
- 2007 :
  - Extreme Sailing Series
- 2008 :
  - Archipelago Raid
- 2011 :
  - Archipelago Raid
  - Solitaire du Figaro
- 2014 :
  - Abandon dans la Route du Rhum sur Catphones - Built for it en classe monocoques 40 pieds[2]